# 東大和市立第二小学校
東大和市立第二小学校(ひがしやまとしりつ だいにしょうがっこう)は、東京都東大和市にある公立小学校。東大和市立第二中学校の隣に位置する。
1956年、大和町立大和小学校(現・東大和市立第一小学校)の南街分校が独立する形で設立された。

## 教育目標
- よく考える子
- 思いやりのある子
- たくましい子
- 仕事にはげむ子

## 沿革
1953年5月1日、大和町立大和小学校(現・東大和市立第一小学校)の南街に南街分校として開校する。
1956年4月、独立し大和町立第二小学校となる。1967年に新校舎が落成する。
1968年、大和町立第五小学校(現・東大和市立第五小学校)の設立によって通学していた児童の多数が移動する。
1970年4月、大和町の市制施行により、東大和市立第二小学校に校名変更。
1973年4月、急激な児童数の増加により東大和市立第八小学校が設立、通学児童の多数が移動。
1974年9月、新プールが完成。1975年3月には体育館が完成する。
2005年、開校50周年を迎えた。

## 通学区域
2016年(平成28年)現在の本校の校区は以下の通りである。
住所別通学区域
| 南街一丁目        | 南街二・四・五・六丁目 | 南街三丁目 | 向原六丁目            | 桜が丘一丁目 | 桜が丘二・三丁目  |
| ----------------- | ---------------------- | ---------- | --------------------- | ------------ | ----------------- |
| 市道第499号線以西 | 全域                   | 一部       | 1番地1号棟および2号棟 | 全域         | 市道第817号線以東 |

## 主な卒業生
・柳楽優弥 - 俳優 (2001年度 第41回卒業生)

## 交通
- 西武拝島線東大和市駅より徒歩12分
- 多摩都市モノレール線桜街道駅より徒歩20分
- 西武バス「二小前」下車すぐ
- ちょこバス「南街入口」より徒歩5分